# Matlapa
Matlapa é um município do estado de San Luis Potosí, no México.